# Непримітцеві
Непримітцеві (лат. Asemini Latreille, 1825) — триба жуків з родини Скрипунових, яка налічує близько 10-и родів, розповсюджених на всіх континентах, окрім Антарктиди. 

## Поширення
Глобально Непримітцеві розповсюджені У Євразії, Африці і Північній Америці. Багато видів, разом із деревиною, розвезені по усьому світу, включаючи Австралію, Океанію і Південну Америку.
Непримітцеві в Україні представлені чотирма родами і вісьмома видами, розповсюдженими головно у лісовій зоні і Карпатах.

## Роди
До триби залічують такі роди:
1. Баранець — Arhopalus Audinet-Serville, 1834
2. Непримітник — Asemum Eschscholtz, 1830
3. Atripatus Fairmaire, 1902
4. Cephalallus Sharp, 1905
5. Hypostilbus Brancsik, 1898
6. Marocaulus Fairmaire, 1899
7. Megasemum Kraatz, 1879
8. Соснівка — Nothorhina L. Redtenbacher, 1845
9. Чотириок — Tetropium Kirby in Richardson, 1837